# ام۴ شرمن
ام۴ شرمن یک تانک متوسط آمریکایی بود که مهمترین تانک این کشور در جنگ جهانی دوم محسوب می‌شد. این تانک به افتخار ژنرال ویلیام شرمن، از فرماندهان مهم جنگ داخلی آمریکا نام‌گذاری شده بود. حدود ۵۰ هزار عراده از این تانک در جریان جنگ جهانی دوم تولید شد که بسیاری از آن‌ها به دیگر نیروهای متفقین واگذار شدند. شرمن در این جنگ قابلیت‌های خود را به عنوان یک ابزار جنگی باارزش نظامی ثابت کرد.
شرمن تانکی نسبتاً ارزان‌قیمت با تعمیر ساده و مهمتر از همه با قابلیت تولید انبوه بود که به نیروهای متفقین اجازه داد با پیاده‌کردن سریع تعداد انبوهی تانک در میدان نبرد به موفقیت دست یابند. از این نظر ام۴ قابل مقایسه با تانک تی-۳۴ شوروی‌ها بود. تی-۳۴ تنها تانکی بود که در این جنگ در تعداد بیشتری از شرمن تولید شد. ام۴ شرمن با وجود توانایی‌های خود نسبت به مدل‌های اواخر جنگ تانک پنتر ضعیفتر بود و به خصوص از نظر قدرت آتش و محافظت زرهی در سطحی پایین‌تر از این تانک‌های آلمانی قرار می‌گرفت. امتیازات ام۴ شرمن در مقایسه با تانک‌های هم‌دوره خود، سرعت خوب، اعتمادپذیری در میدان جنگ و همین‌طور تعداد زیاد آن‌ها بود.
نام رسمی این تانک «تانک متوسط ام۴» بود و نام شرمن توسط بریتانیایی‌ها بر روی این تانک گذاشته شد که کم‌کم در آمریکا و دیگر نقاط دنیا هم رایج شد.

## انواع

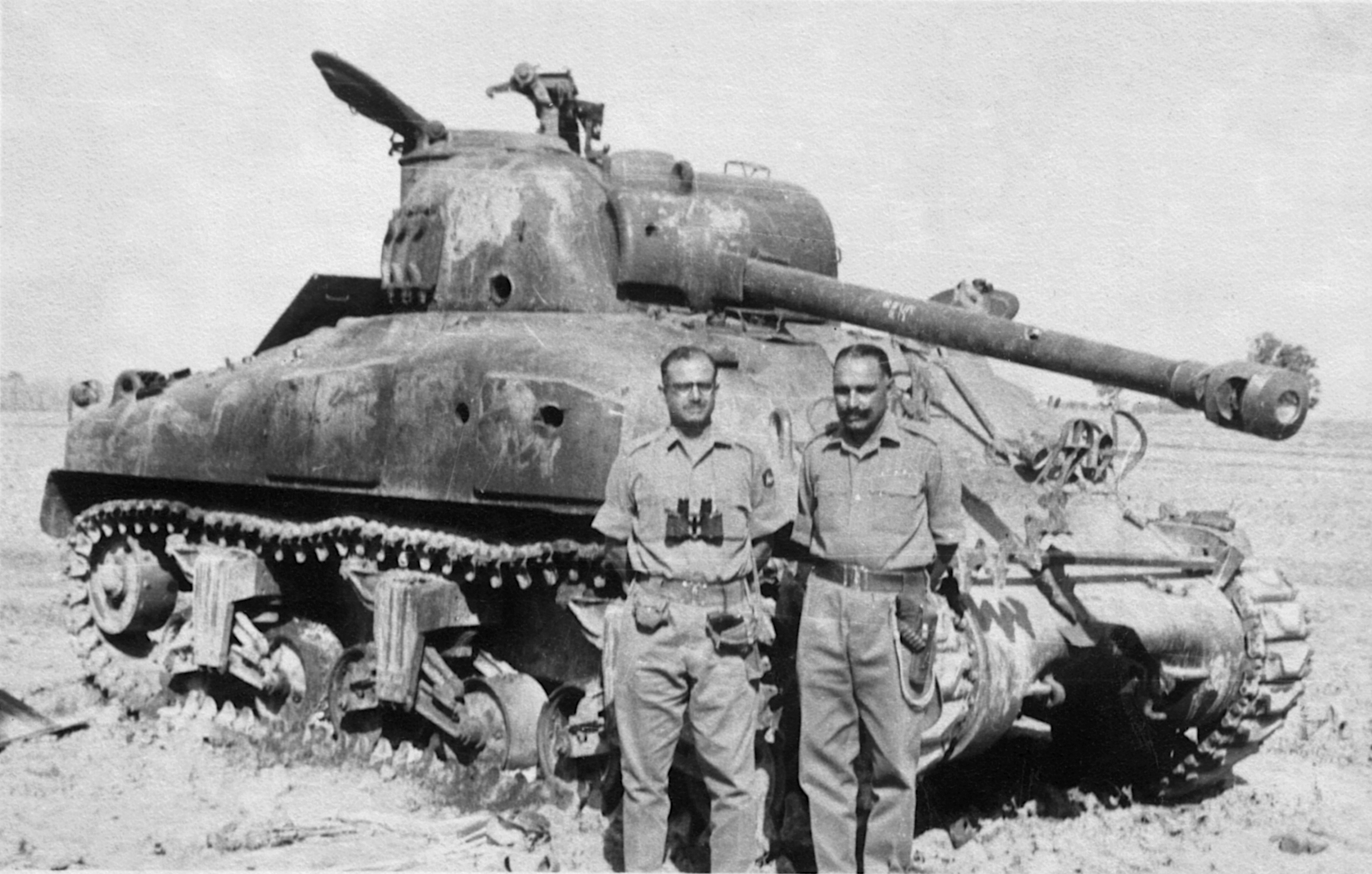
دو نظامی آمریکایی در کنار تانک ام۴ شرمن

مدل‌های مختلفی از ام۴ در طول جنگ تولید شد که شامل انواع توپ‌های خودکششی ۱۰۵ و ۱۵۵ میلی‌متری، تانک‌های تعمیر و بازیابی و مهندسی، تانک‌های آتش‌انداز، تانک‌های راکت‌انداز و انواع شکارچی تانک می‌شد که همگی با بدنه و شاسی ام۴ ساخته می‌شدند. ام۳۶ جکسون مدل شکارچی تانک شرمن بود که به یک توپ قویتر و دوربردتر ۹۰ میلی‌متری مسلح بود و به منظور کاهش وزن بدون سقف طراحی می‌شد.
طراحی شرمن با پیشرفت طرح تانک‌های متوسط گرانت و لی که پیش از جنگ جهانی دوم طراحی شده بودند، صورت گرفت. آمریکایی‌ها برای اولین بار توپ ۷۵ میلی‌متری خود را در یک برجک با قابلیت چرخش کامل نصب کردند که با استفاده از یک ابزار پایدارساز برجک قابلیت شلیک با دقت نسبی در حال حرکت را داشت.
مدل‌های متأخرتر شرمن از توپ ۷۶ میلی‌متری استفاده می‌کردند که شتاب زبانهٔ بسیار بیشتری داشت. در مدل‌های بهینه‌سازی شده شرمن پس از جنگ جهانی دوم توپ‌های ۹۰ میلی‌متری و ۱۰۵ میلی‌متری هم نصب شده بود.

## شرمن در اسرائیل
پس از پایان جنگ جهانی دوم هزاران تانک شرمن از ارتش‌های متفقین خارج شدند. به این ترتیب شرمن تنها تانکی شد که کشور تازه تأسیس اسرائیل توانایی خریداری آن‌ها را داشت. تانک‌های شرمن در چهار جنگ مهم اعراب و اسرائیل از سال ۱۹۴۸ تا ۱۹۷۳ مورد استفاده قرار گرفتند و با بهینه‌سازی‌های انجام شده در اسرائیل در مقابل تانک‌های مدرن تی-۵۴ و تی-۶۲ موفق ظاهر شدند. بسیاری از تانک‌های شرمن هم به خودروهای نظامی دیگر از جمله توپ و خمپاره‌انداز خودکششی، خودروی مهندسی، شلیک‌کننده موشک‌های ضدرادار، آمبولانس، تانک مین‌روب و … تبدیل شدند.

## کاربران
| آرژانتین استرالیا برزیل کانادا شیلی کوبا دانمارک مصر امپراتوری ژاپن (تانک‌های غنیمتی) آلمان نازی (تانک‌های غنیمتی) | هند ایران اسرائیل ایتالیا (بعد از جنگ) لبنان هلند نیوزیلند نیکاراگوئه پاکستان پاراگوئه پرو فیلیپین لهستان | پرتغال تایوان عربستان سعودی آفریقای جنوبی کره جنوبی ژاپن (بعد از جنگ) اتحاد جماهیر شوروی ترکیه اوگاندا بریتانیا جمهوری فدرال سوسیالیستی یوگسلاوی اندونزی |